# Louie Psihoyos
 (mars 2019).
Si vous disposez d'ouvrages ou d'articles de référence ou si vous connaissez des sites web de qualité traitant du thème abordé ici, merci de compléter l'article en donnant les références utiles à sa vérifiabilité et en les liant à la section « Notes et références ».
Pour les articles homonymes, voir Psihoyos.
Louie Psihoyos, né en 1957 à Dubuque (Iowa), est un réalisateur de films documentaires et photographe gréco-américain.

## Biographie
Louie Psihoyos, est co-Foundateur de l'ONG Oceanic Preservation Society. Il est connu notamment pour ses documentaires The Cove: La Baie de la honte et plus récemment The Game Changers.

## Filmographie partielle
- 2010 : The Cove
- 2015 : Racing extinction[2]
- 2019 : The Game Changers

## Récompenses et distinctions
- Directors Guild of America Award